# ناحية مركز الحسكة
ناحية مركز الحسكة إحدى نواحي سوريا تتبع إداريّاً لمحافظة الحسكة منطقة الحسكة ومركزها مدينة الحسكة، بلغ تعداد سكان الناحية 251,570 نسمة حسب التعداد السكاني لعام 2004.

## مدن وبلدات وقرى ناحية مركز الحسكة

### أ
- أبو رأسين
- الحسكة
- الداودية
- الحمراء الشرقية
- المبطوح الأولى
- الحفاير
- الجديدة
- الكرامة
- الخزنة
- المدينة
- المطل
- الرحمانية
- الرزازة
- الصلالية
- أم حجرة جنوبية تحتاني
- السليمانية
- الطالعة
- التوينة
- أم الدبس
- أم الماعز
- أم الملح
- أم الشوك
- أم حجرة المقبلة
- أم قصير المجرجع
- الزيدية
- الأفندي
- الحرية
- الحمامة
- الحنو المسعودية
- الخمائل
- الدباغية
- الرقاي
- السادة تحتاني
- السماوي
- الشونة
- الشيخ أمين
- الكفرة
- أبيض
- أم الكبر
- أم المسامير
- أم كهفة
- أم كهيف صفيا
- الذيبة

### ت
- تشرين
- تل الخضر
- تل أبو حجر
- تل أحمر شرقي
- تل جميلو
- تل رشيد
- تل صخر غربي
- تل طويل غربي
- تل غزال تحتاني
- تل أسود تحتاني
- تل بيدر
- تل مجدل
- تل منصور
- تل شعلان
- تل أسود فوقاني

### ج
- جوخة

### ح
- حرم شداد
- حرملة

### خ
- خربة الفرس
- خربة إلياس
- خراب البيض
- خربة الجاموس
- خربة الطير
- خربة غزال
- خشمة

### د
- ديلان

### ر
- رجمان شرقي
- رجمان غربي
- رحية الناعمة
- رفرف

### س
- سيحة سجوة
- سيد علي
- سبع سكور غربي

### ش
- شما

### ص
- صفيا
- صوفيا

### ط
- طابان شرقي

### ع
- عين الحارة
- عبير
- عذبة تحتاني
- عذبة فوقاني
- عزام
- علوني

### ق
- قبر عامر
- قبر الخليف
- قبة منصور
- قمر غربي

### ك
- كوزة الفرس

### م
- مهد الرجلة
- مسعودية البيزارة
- مسعودية
- مشيرفة الأشمل
- مثلوثة
- مخروم
- مسعودية
- مشيرفة حليمو
- مشيرفة شعير
- مشيرفة شهاب
- مشيرفة علي الصالح
- معد

### ن
- نعمان
- نورك
- ناصرية العنترية
- نفاشة

### هـ
- هلالية
- هيشري